# Top (indumento)
Il top è il termine usato per riferirsi a una vasta gamma di indumenti che coprono la parte superiore del corpo umano. Questi indumenti variano in forma e proporzioni in base a mode, cultura e sesso.
Il termine "top" viene usato anche per riferirsi al bandeau, che copre solo il seno con una fascia.

## Esempi
| Immagine | Tipo                | Descrizione |
| -------- | ------------------- | --- |
|          | Maglietta           | con o senza maniche . |
|          | Mezza maglietta     | con la parte inferiore alta in modo da esporre tutto l'addome. |
|          | Camicia Henley      | simile alla t-shirt ma con una fila di 2-5 bottoni sotto la scollatura |
|          | Polo                | Comunemente conosciuta anche come maglietta da tennis o da golf, è una t-shirt dotata di un colletto chiuso da due o tre bottoni, e a volte dotata di un taschino.                                                                                   |
|          | Camicia             | simile alla t-shirt ma con provvisto di un colletto risvoltato ,dei taschini e una fila di bottoni sulla parte anteriore |
|          | Canottiera          | senza maniche e con ampia scollatura. |
|          | Top a tubo          | indumento femminile senza maniche e più stretto in corrispondenza del seno |
|          | Giacchetta di jeans | Un top, il cui tessuto è in denim . |
|          | Dolcevita           | Con una scollatura alta che va a coprire in modo aderente il collo |
|          | Bikini              | Parte superiore del bikini (tipo costume da bagno femminile in due pezzi che lascia la pancia scoperta) che copre il seno ed una parte del busto o della schiena; ha una forma simile ad un reggiseno e di solito ha una o due bretelle di sostegno. |
|          | Bandeau             | - |
|          | Scollo              | - |
|          | Yếm                 | Lo Yếm e un top appartenente alla famiglia degli Scollo; questo indumento tradizionale vietnamita è usato principalmente come capo di biancheria intima femminile.                                                                                   |
|          | Baby-doll           | - |
|          | Bustier             | - |
|          | Camisole            | - |
|          | Basque              | - |
|          | Corsetto            | - |

Infine sono considerati top anche: 
- Blusa
- Copripetto
- Halter top
- Guernsey
- Hoodie
- Jersey
- Fishnet top con una trama dei fili aperta, che ricorderebbe una rete da pesca.